# Fflur Dafydd
Fflur Dafydd (ur. 1978) – powieściopisarka, autorka tekstów piosenek i muzyki. Większość jej prac została napisana w języku walijskim, jednak publikuje również w języku angielskim. Muzykę tworzy w języku walijskim. Jej utwory można często usłyszeć na stacji BBC Radio Cymru.

## Życie
Fflur Dafydd jest córką uznanej walijskiej poetki Menny Elfyn, autorki poezji, prozy, a także prac akademickich i dydaktycznych. Matka Fflur zajmuje się także produkcją filmów krótkometrażowych; była prezenterką programów ralizowanych dla telewizji BBC, HTV i S4C. W 2002 roku otrzymała tytuł Najlepszej Poetki Dziecięcej w Walii.
Fflur dorastała w Llandysul w społeczności walijskojęzycznej, ale pomimo większej części edukacji otrzymanej w języku walijskim, na uniwersytecie wybrała angielski.
Wstąpiła na Uniwersytet w Aberystwyth, gdzie ukończyła filologię angielską. W tym czasie została po raz pierwszy doceniona: w 1999, będąc jeszcze studentką, otrzymała Medal Literacki na jednym z najważniejszych festiwali literacko-muzycznych w Walii, the Urdd National Eisteddfod, w Lampeter. Sukces ten zaowocował publikacją tomiku “Y Gwir Am Gelwydd” (Prawda o kłamstwie), zawierającego 12 wierszy i 5 opowiadań.
Po ukończeniu studiów licencjackich w Aberystwyth w 2000 roku Fflur została przyjęta na studia magisterskie z pisarstwa kreatywnego na Uniwersytecie Anglii Wschodniej, a rok później na studia doktoranckie (Uniwersytet w Bangorze), w czasie których jej praca naukowa skupiała się na zagadnieniach związanych z twórczością poetycką R.S. Thomasa.
Obecnie Fflur Dafydd odnosi tak liczne sukcesy zarówno literackie jak muzyczne, że fanom zdarzało się nie zorientować, że obie ścieżki kariery dotyczą tej samej osoby. Artystka mieszka na stałe w Carmarthen, jednak często podróżuje w celach zawodowych.

## Kariera pisarska
Fflur jest autorką tekstów przeznaczonych do wystawiania na scenie, realizacji filmowych i radiowych. Pisze opowiadania, uprawia dziennikarstwo, prowadzi wykłady, pisze teksty piosenek, scenariusze, poezję, powieści i sztuki, tworzy też filmy krótkometrażowe.
Jej krótkometrażowy film “Bathtime” (2002) został nominowany do nagrody D.M. Davisa na Międzynarodowym Festiwalu Filmowym w Cardiff.
W 2005 roku wydana została jej pierwsza powieść "Lliwiau Liw Nos" (Kolory nocą), nominowana do nagrody głównej na festiwalu literacko-muzycznym w Swansea. W 2006 pojawiła się druga, "Atyniad" (Przyciąganie), która na tym samym festiwalu dała jej pierwsze miejsce w kategorii prozy.
W 2005 dostała się do projektu Scritture Giovani dla młodych pisarzy europejskich. W ramach literackiej wymiany międzynarodowej pojechała do Helsinek (2006) i na Bardsey Island (2002).
W 2008 roku wydała swoją pierwszą powieść napisaną w języku angielskim, "Twenty Thousand Saints" (Dwadzieścia Tysięcy Świętych), zainspirowaną sześciotygodniowym pobytem autorki na Bardsey Island.
Komentując zmianę języka powiedziała: „Zaczęłam ją pisać jako tłumaczenie powieści „Atyniad”, jednak po jakimś roku stwierdziłam, że nie uda mi się tego zrobić w ten sposób. Dlatego przystąpiłam do pisania od początku, i to zupełnie innej historii.” Za tę książkę otrzymała prestiżową nagrodę Oxfam Hay Award.
W 2009 otrzymała nagrodę Daniel Owen Memorial za powieść "Y Llyfrgell". W tym samym roku uczestniczyła w wymianie twórczej organizowanej przez University of Iowa.

### Twórczość
Proza
- "Atyniad" (Attraction) (Lolfa Press, 2006)
- "Lliwiau Liw Nos" (Evening Colours) (Lolfa Press, 2005)
- "Elsewhere" (Scritture Giovani, 2005)
- "Ffordd o Fyw" (A Way of Living) (nie opublikowane)
- "Heb Glustiau" (Without Ears) (nie opublikowane)

Scenariusze
- "Diwrnod Dwynwen" (Dwynwen's Day) (2003) (współautorstwo)
- "Helfa Drysor" (Treasure Hunt), (2006)
- "Brewys" (unpublished play, performed at Chapter Arts, 2005)
- "Hugo" (Sgript Cymru, 2003)

Poezja
- "Fruit" (New Welsh Review, 2004)
- "Enlli" (Tu Chwith, 2003)

Filmy krótkometrażowe i animowane
- "Women of Mumbles Head" (Screen Gems, 2005)
- "Martha Melys Gacwn a Capten Pigfain" (Cwmni Da, S4C, 2004)
- "Clic" (Opus, S4C, 2003)
- "Bathtime" (Cyfle & Sgrin 2002)

Artykuły
- "Welsh Icons" (2007)
- "This is I; there is nothing else": a comparative study of R.S. Thomas and Hugh MacDiarmid, Welsh Writing in English Yearbook, (2006)

Na bieżąco publikuje w rozmaitych wydawnictwach, na przykład New Welsh Review, Welsh Writing in English Yearbook, Barn, Golwg and Planet; przez kilka lat pracowała jako edytor dla magazynu "Tu Chwith".
Fflur kształciła się w zakresie wiedzy filmowej i scenopisarstwa na Uniwersytecie Aberystwyth i w Trinity College Carmarthen. Jako scenopisarka pracowała m.in. przy popularnym w Walii serialu "Pobol y Cwm" produkowanym przez telewizję S4C.
Obecnie prowadzi zajęcia z creative writing na Swansea University i kończy pisać kolejną powieść. Fflur pisze również na tematy filmowe dla gazety Western Mail i jej weekendowego dodatku.

## Muzyka
Fflur mówi, że jej muzyka to “połączenie bluesa, soulu i muzyki pop”
- "Pethau Rhyfedd" (Dziwne rzeczy) (2003) został wydany, gdy należała do zespołu Y Panics

W 2005 rozpoczęła karierę solową, wciąż jednak koncertując ze swoją grupą Y Barf. Do zespołu należą: Fflur (gitara i pianino), Rhys 'Y Barf' James (gitara), Iestyn Jones (bas), Jon Bradford Jones (perkusja) i Iwan 'Llangain' Evans (keyboard i saksofon).
- "Coch am Weddill fy Oes." (Czerwona do końca mych dni) (2005) pierwszy album wydany jako solowy. Nagrany w Millennium Centre w Cardiff.
- "Un Ffordd Mas" (Jedno Wyjście) (2007) drugi album solowy, wydany jako Fflur Dafydd a'r Barf.
- "Byd Bach" (Mały Świat) (2009) również nagrany przez Fflur Dafydd a'r Barf.
- "Ffydd Gobaith Cariad" (Wiara Nadzieja Miłość) (2012) – tu nie pojawia się już nazwa Y Barf, mimo że niektórzy muzycy zespołu brali udział w nagraniach.

Piosenkarka i autorka tekstów występowała w wielu krajach świata. Regularnie koncertuje na festiwalach muzyczno-literackich w Walii, np. the National Eisteddfod czy Faenol Festival

### Dyskografia

#### Albumy
Pethau Rhyfedd
1. Annioddefol
2. Dyn Tywydd
3. Leicra Lan Lofft
4. Pethau Rhyfedd
5. Pobl Chips/Cân Gwenllian

Coch am weddill fy oes
1. Leni
2. Wardrob Gefn
3. Ar ôl Heddi’
4. Deall i'r Dim
5. Mr Freestyle
6. Byth Mynd i Newid
7. Tu ôl i’r Gwair
8. Sgidie Rhad
9. Y Gwir am Gelwydd
10. ‘93

Un Ffordd Mas
1. 'Sa Fan 'Na
2. Dala Fe Nôl
3. Mr Bogota
4. Y Gân Go Iawn
5. Pan Oeddwn Fachgen
6. Cocladwdldw
7. Doeth
8. Wedi Mynd
9. Helsinki
10. Y Drwg
11. Tan yr Angladd
12. Un Ffordd Mas

Byd Bach
1. Pobol Bach
2. A47 Dim
3. Caerdydd
4. Penrhiwllan
5. Aberaeron
6. Byd Bach
7. Porthgain
8. Y Llywbrau
9. Abercuawg
10. Yr Ymylon

Ffydd Gobaith Cariad
1. Rhoces
2. Ffydd Gobaith Cariad
3. Ray o'r Mynydd
4. Y ferch sy'n licio'r gaeaf
5. Martha Llwyd
6. Frank a Moira
7. Y Porffor Hwn
8. Brawd Bach
9. Elfyn
10. Rachel Myra

#### Single
Dala Fe Nôl
1. Dala Fe Nôl
2. Doeth
3. Dala Fe Nôl (edit)

Helsinki
1. Helsinki
2. Y Drwg

Caerdydd / Porthgain
1. Caerdydd
2. Porthgain